# 1557 a tudományban
Az 1557. év a tudományban és a technikában.

## Matematika
- Robert Recorde walesi matematikus először használja az egyenlőségjelet a The Whetstone of Witte, which is the second part of Arithmetike, containing the Extraction of Rootes, the Cossike Practice, with the Rules of Equation, and the Woorkes of Surde Numbers című könyvében.

## Felfedezések
- március 7.: Jean de Léry, a Histoire d'un voyage faict en la terre du Brésil (Egy Brazília földjére tett utazás) szerzője megérkezik a France antarctique nevű településre, amely 1555 és 1567 között létezett Rio de Janeiro és Cabo Frio között.
- 1557-ben a portugálok megszerzik Makaó városát

## Könyvek
- Hundreth Good Pointes of Husbandrie, Thomas Tusser mezőgazdasági értekezése
- Livro da Fabrica das Naus, Fernando Oliveira hajóépítési szakkönyve
- Exercitationes, Julius Caesar Scaliger természettudományi értekezése

## Technika
- Mexikóban felfedezik az amalgámozási eljárást az ezüst kinyerésére.

## Építészet
- Andrea Palladio felépíti a Villa Badoert
- felépül az isztambuli Szulejmán-mecset

## Születések
- Johannes Althusius kálvinista teológus és filozófus

## Halálozások
- szeptember 1. - Jacques Cartier felfedező (* 1491)
- december 13. - Niccolò Tartaglia mérnök, matematikus (* 1499)
- Sebastian Cabot - felfedező (* 1476)